# Гундырев, Михаил Александрович
Михаил Александрович Гундырев — российский футболист, участник Первой Мировой войны.
В 1912—1914 годах выступал нападающим в клубе «Меркур» (Санкт-Петербург/ Петроград) в чемпионатах столицы в 1912, 1913, 1914 годах
Призван на фронт Первой Мировой войны.
Из унтер-офицеров 9-го запасного кавалерийского полка. Окончил 2-ю Ораниенбаумскую школу прапорщиков, выпуск 10.04.1915 (ВП от 15.02.1916). Прапорщик армейской пехоты.
Место службы: 83-й пехотный Самурский полк, прапорщик.
Ранен 05.07.1915 года в бою при деревне Ясликово и 08.06.1916 у деревни Малевичи.

## Награды
(ПАФ от 26.05.1917) (Приказ временного правительства армии и флоту о чинах военных 26 мая 1917 года)